# Powerplay (Band)
Powerplay ist ein niederländisches Rocktrio um den Sänger und Gitarristen Jan van der Meij.

## Werdegang
1980 gründete Jan van der Meij (Ex-Vitesse) zusammen mit dem Schlagzeuger Leon Klaasse und dem Bassisten Peter van Straten (Ex-Vitesse) das Rocktrio Powerplay. Ein Jahr später trat das Trio drei Monate lang als Vorgruppe von Golden Earring auf. 1982 wurde Powerplays Debütalbum Avanti veröffentlicht, welches in der niederländischen Albumliste auf Platz 13 landete und sich 8 Wochen lang behaupten konnte. Die Musik ist von den Beatles inspirierter Rock. Dieser Einfluss wird durch Live-Performances und auch Studio-Produktionen von Beatles Kompositionen deutlich. Die Singles Make it alone (NL Top 40, 3 Wochen, Platz 31) und Magic (NL Top 40, 4 Wochen, Platz 33) konnten sich in den Charts platzieren. Anschließend tourte die Band als Vorgruppe von The Go-Go's aus den USA durch Europa. 1983 wurde das Mini-Album Noises & Voices veröffentlicht.
1984 verließen Klaasse und Van Straten die Band, worauf zahlreiche Besetzungswechsel folgten. Nach diesen Änderungen festigte sich die Band wieder und bestand neben Van der Meij aus dem Schlagzeuger René van Collem (früher Doe Maar und Spargo), dem Bassisten Martin Warmer und dem Keyboarder Rick Vrijman. 1987 wurde das zweite Album Walk on the wire veröffentlicht. Es wurde ebenfalls gut aufgenommen. René van Collem verließ nach Veröffentlichung des Albums die Band und wurde durch den Schlagzeuger Klaas Jonkmans ersetzt.
1988 traten Powerplay, wieder mit René van Collem als Schlagzeuger, häufig erneut als Vorgruppe von Golden Earring auf, die gerade ihre Greatest-Hits-Tournee absolvierten. 1989 reiste Van der Meij mit zwei neuen Bandmitgliedern, dem Schlagzeuger Edwin Delano und dem Bassisten Ivo Severijns (Kane) nach Kanada, um dort aufzutreten. Severijns kam von der niederländischen Girl-Band Wow! und sollte später bei Wild Romance mitspielen. 1992 wurde das vom Gitarristen und Produzenten George Kooymans (Mitbegründer von Golden Earring) produzierte Album Hypnotized veröffentlicht. Severijns wurde inzwischen durch Johnny Dooms ersetzt.
Nachdem Delano durch den neuen Schlagzeuger Henri van Bergen ersetzt wurde, erschien 1994 das Album So hard to break a bad habit. Trotz guter Kritiken sind die Verkaufszahlen enttäuschend. Van der Meijs Einflüsse sind auch auf diesem Album deutlich zu hören (The Beatles, The Rolling Stones etc.). Die Singles Anytime und Can't say no, die aus diesem Album ausgekoppelt wurden, waren ebenfalls nicht besonders erfolgreich.
Nach einer langen Pause nahm Powerplay 2002 im New Road Studio in Wijchen eine „Live Unplugged“-CD auf. Inzwischen bestand die Band aus Van der Meij, Ivo Severijns und dem Schlagzeuger Ramon Rambeaux (Herman Broods Wild Romance). 2009 tourte Powerplay mit der Dutch Rock Night durch die Niederlande.
Seit der Veröffentlichung des letzten Albums Radio Harlem von 2013 ist es um die Gruppe still geworden. Eine offizielle Auflösung wurde bisher nicht bekannt gegeben. Die Inaktivität ist wohl auch damit zu erklären, dass Van der Meij sich seitdem an diversen anderen niederländischen Projekten beteiligt. So ist er z. B. seit 2014 mit der Beatles-Tribute-Band „The Analogues“ sehr erfolgreich unterwegs. Diese Band hat es sich zur Aufgabe gemacht, die Alben der Beatles beginnend von Revolver an live zu präsentieren, die die Beatles selbst nie live spielten, wie Sgt. Pepper, das Weiße Album, Magical Mystery Tour oder auch Abbey Road.

## Diskografie

### Alben
- 1982: Avanti
- 1983: Noises & Voices
- 1987: Walk On The Wire
- 1992: Hypnotized
- 1994: So Hard To Break A Bad Habit
- 2002: Welcome home (unplugged)
- 2013: Radio Harlem

### Singles
- 1981: Love Can Break Your Heart
- 1981: Sailing For You
- 1982: Make It Alone
- 1982: Waste Of Time
- 1983: I Am Falling
- 1983: Magic
- 1984: Can't Stand It
- 1985: One Summernight
- 1986: Christine
- 1987: Even in the darkest night
- 1987: I don't really wanna know
- 1987: The sound of music
- 1992: Rosie
- 1992: Two worlds, two hearts
- 1994: Anytime
- 1994: Can't Say No
- 1995: Why Don't We Do It In The Road